# Saint-Laurent-en-Gâtines
Pour les articles homonymes, voir Saint-Laurent.
Saint-Laurent-en-Gâtines est une commune française située dans le département d'Indre-et-Loire en région Centre-Val de Loire.
Ses habitants sont appelés les 	Laurentais, Laurentaises.

## Géographie
| Marray            | La ferrière              | Monthodon            |
| Beaumont-la-Ronce | Saint-Laurent-en-Gâtines | Le Boulay            |
|                   | Nouzilly                 | Villedomer Crotelles |

### Hydrographie

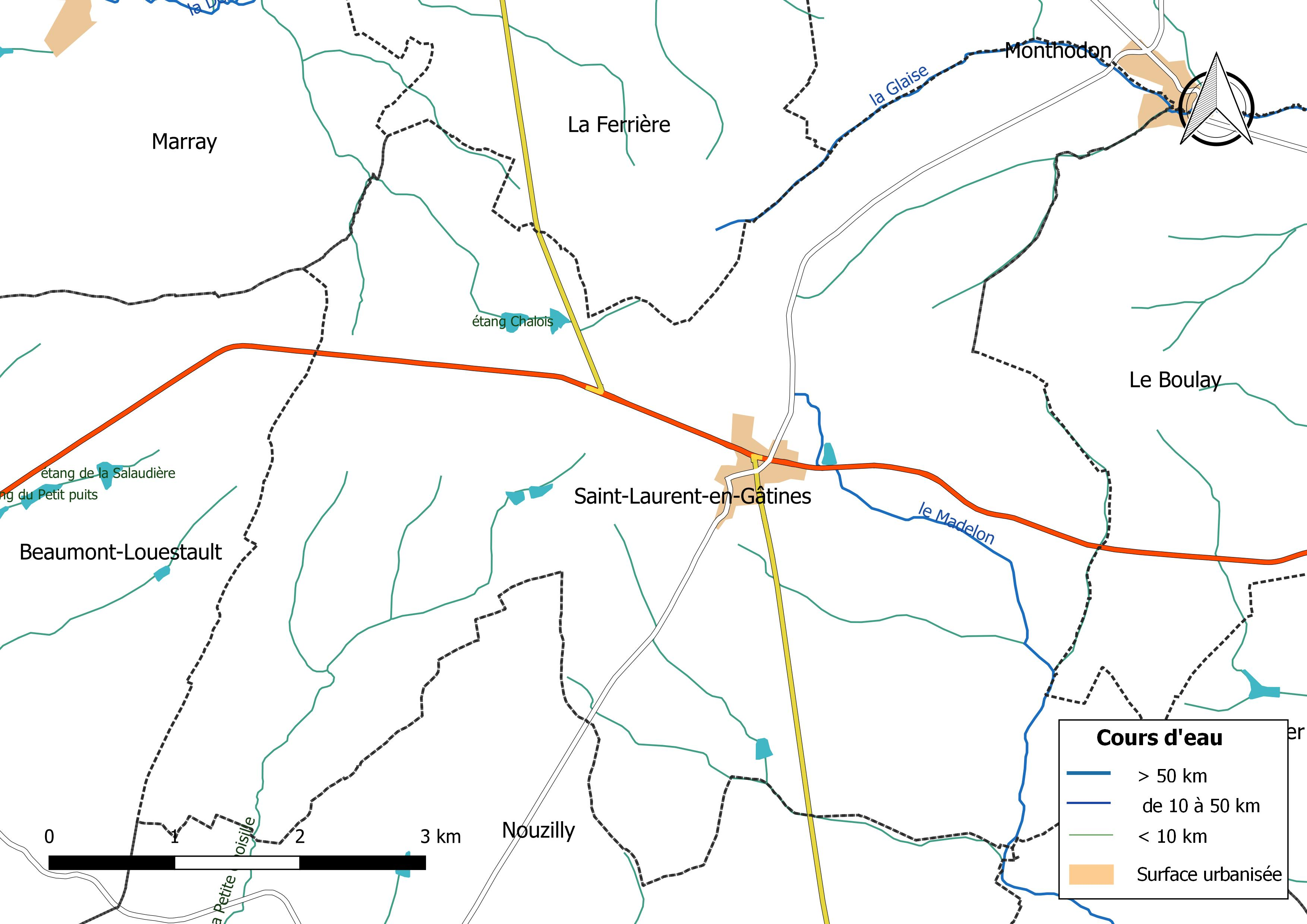
Réseau hydrographique de Saint-Laurent-en-Gâtines.

Le réseau hydrographique communal, d'une longueur totale de 33,19 km, comprend deux cours d'eau notables, la Glaise (2,974 km) et le Madelon (5,054 km), et divers petits cours d'eau dont la Petite Choisille (3,541 km),.
La Glaise, d'une longueur totale de 12,4 km, prend sa source dans la commune de La Ferrière et se jette dans la Brenne au Boulay.
Ce cours d'eau est classé dans la liste 1 au titre de l'article L. 214-17 du code de l'environnement sur le Bassin Loire-Bretagne. Du fait de ce classement, aucune autorisation ou concession ne peut être accordée pour la construction de nouveaux ouvrages s'ils constituent un obstacle à la continuité écologique et le renouvellement de la concession ou de l'autorisation des ouvrages existants est subordonné à des prescriptions permettant de maintenir le très bon état écologique des eaux. Sur le plan piscicole, la Glaise est classée en deuxième catégorie piscicole. Le groupe biologique dominant est constitué essentiellement de poissons blancs (cyprinidés) et de carnassiers (brochet, sandre et perche).
Le Madelon, d'une longueur totale de 13,5 km, prend sa source sur le territoire communal, au nord du bourg, et se jette dans la Brenne à Villedômer, après avoir traversé 4 communes. Ce cours d'eau est classé dans la liste 1 au titre de l'article L. 214-17 du code de l'environnement sur le Bassin Loire-Bretagne. Du fait de ce classement, aucune autorisation ou concession ne peut être accordée pour la construction de nouveaux ouvrages s'ils constituent un obstacle à la continuité écologique et le renouvellement de la concession ou de l'autorisation des ouvrages existants est subordonné à des prescriptions permettant de maintenir le très bon état écologique des eaux. Sur le plan piscicole, le Madelon est également classé en deuxième catégorie piscicole.

### Climat
Pour des articles plus généraux, voir Climat du Centre-Val de Loire et Climat d'Indre-et-Loire.
En 2010, le climat de la commune est de type climat océanique dégradé des plaines du Centre et du Nord, selon une étude du Centre national de la recherche scientifique s'appuyant sur une série de données couvrant la période 1971-2000. En 2020, Météo-France publie une typologie des climats de la France métropolitaine dans laquelle la commune est exposée à un climat océanique altéré et est dans la région climatique  Moyenne vallée de la Loire, caractérisée par une bonne insolation (1 850 h/an) et un été peu pluvieux.
Pour la période 1971-2000, la température annuelle moyenne est de 10,9 °C, avec une amplitude thermique annuelle de 14,9 °C. Le cumul annuel moyen de précipitations est de 709 mm, avec 11,2 jours de précipitations en janvier et 7,1 jours en juillet. Pour la période 1991-2020, la température moyenne annuelle observée sur la station météorologique installée sur la commune est de 11,6 °C et le cumul annuel moyen de précipitations est de 769,1 mm,. Pour l'avenir, les paramètres climatiques de la commune estimés pour 2050 selon différents scénarios d'émission de gaz à effet de serre sont consultables sur un site dédié publié par Météo-France en novembre 2022.
| Mois                                  | jan.             | fév.           | mars           | avril           | mai           | juin          | jui.           | août           | sep.           | oct.            | nov.            | déc.          | année      |
| ------------------------------------- | ---------------- | -------------- | -------------- | --------------- | ------------- | ------------- | -------------- | -------------- | -------------- | --------------- | --------------- | ------------- | ---------- |
| Température minimale moyenne (°C)     | 1,6              | 1,4            | 3,3            | 4,8             | 8,3           | 11,4          | 13,3           | 13,3           | 10,2           | 8               | 4,5             | 2,1           | 6,8        |
| Température moyenne (°C)              | 4,5              | 5              | 7,9            | 10,4            | 13,9          | 17,4          | 19,7           | 19,6           | 16,1           | 12,3            | 7,8             | 5             | 11,6       |
| Température maximale moyenne (°C)     | 7,3              | 8,6            | 12,6           | 15,9            | 19,5          | 23,5          | 26             | 26             | 21,9           | 16,6            | 11              | 7,8           | 16,4       |
| Record de froid (°C) date du record   | −17,2 17.01.1985 | −16 09.02.1991 | −10,8 01.03.05 | −4,3 10.04.1990 | −2 05.05.1979 | 1,3 01.06.06  | 4,3 13.07.1993 | 4,4 30.08.1986 | 1,2 28.09.1990 | −3,5 18.10.1992 | −7,7 23.11.1993 | −12 19.12.09  | −17,2 1985 |
| Record de chaleur (°C) date du record | 16,6 15.01.1975  | 21,5 27.02.19  | 23,5 30.03.17  | 29 21.04.18     | 32,3 28.05.17 | 39,1 29.06.19 | 41,3 25.07.19  | 40,4 10.08.03  | 35,4 14.09.20  | 29,5 01.10.11   | 22,5 07.11.15   | 17,3 07.12.00 | 41,3 2019  |
| Précipitations (mm)                   | 76,1             | 61,2           | 56,8           | 60,7            | 63            | 52,6          | 52,6           | 51,6           | 55,5           | 72,8            | 80,4            | 85,8          | 769,1      |

## Urbanisme

### Typologie
Au 1er janvier 2024, Saint-Laurent-en-Gâtines est catégorisée bourg rural, selon la nouvelle grille communale de densité à sept niveaux définie par l'Insee en 2022.
Elle est située hors unité urbaine. Par ailleurs la commune fait partie de l'aire d'attraction de Tours, dont elle est une commune de la couronne,. Cette aire, qui regroupe 162 communes, est catégorisée dans les aires de 200 000 à moins de 700 000 habitants,.

### Occupation des sols
L'occupation des sols de la commune, telle qu'elle ressort de la base de données européenne d’occupation biophysique des sols Corine Land Cover (CLC), est marquée par l'importance des territoires agricoles (80,3 % en 2018), une proportion sensiblement équivalente à celle de 1990 (80,1 %). La répartition détaillée en 2018 est la suivante : 
terres arables (69 %), forêts (18,5 %), zones agricoles hétérogènes (9,5 %), prairies (1,8 %), zones urbanisées (1,2 %). L'évolution de l’occupation des sols de la commune et de ses infrastructures peut être observée sur les différentes représentations cartographiques du territoire : la carte de Cassini (XVIIIe siècle), la carte d'état-major (1820-1866) et les cartes ou photos aériennes de l'IGN pour la période actuelle (1950 à aujourd'hui).

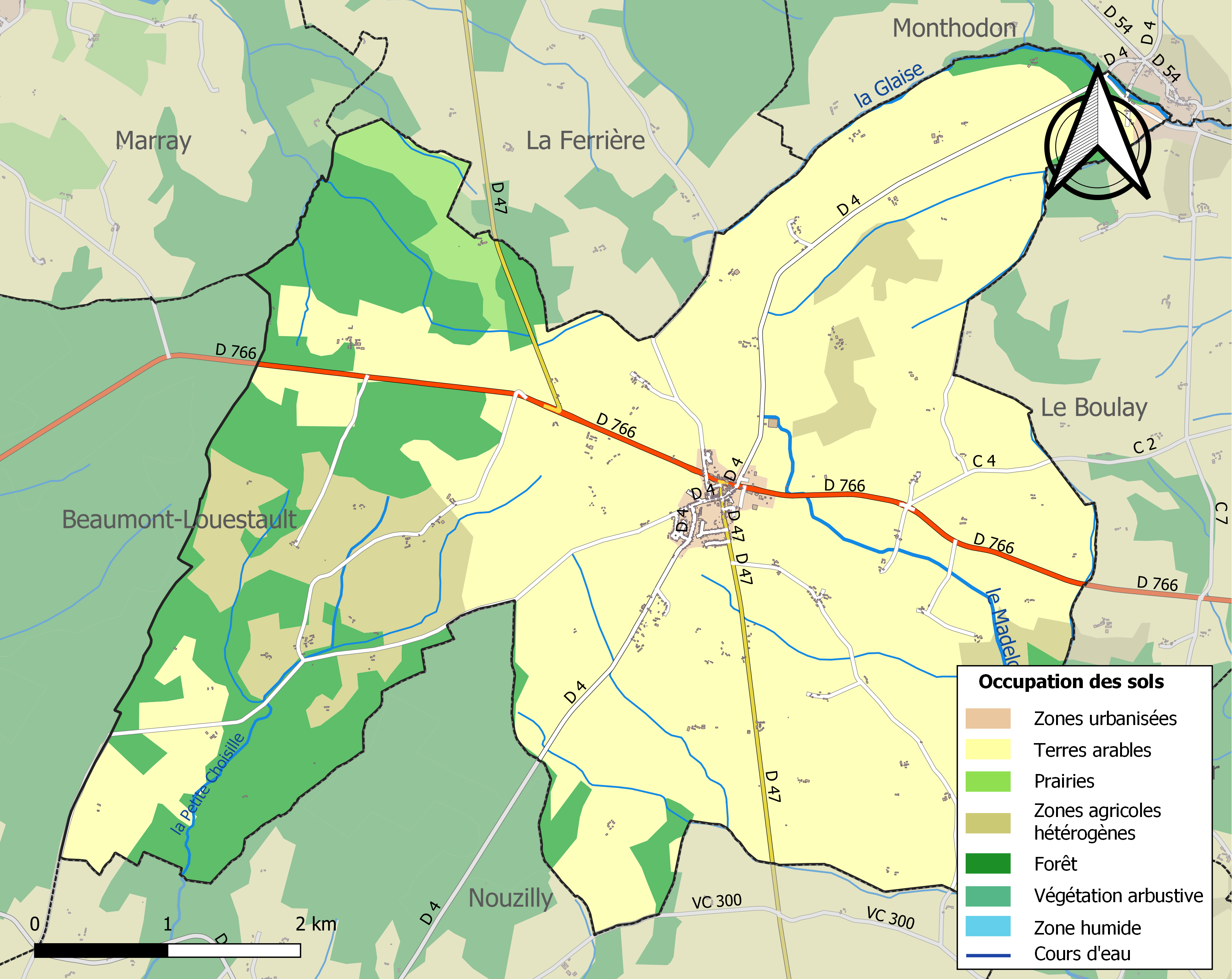
Carte des infrastructures et de l'occupation des sols de la commune en 2018 (CLC).

### Risques majeurs
Le territoire de la commune de Saint-Laurent-en-Gâtines est vulnérable à différents aléas naturels : météorologiques (tempête, orage, neige, grand froid, canicule ou sécheresse) et séisme (sismicité très faible). Un site publié par le BRGM permet d'évaluer simplement et rapidement les risques d'un bien localisé soit par son adresse soit par le numéro de sa parcelle.

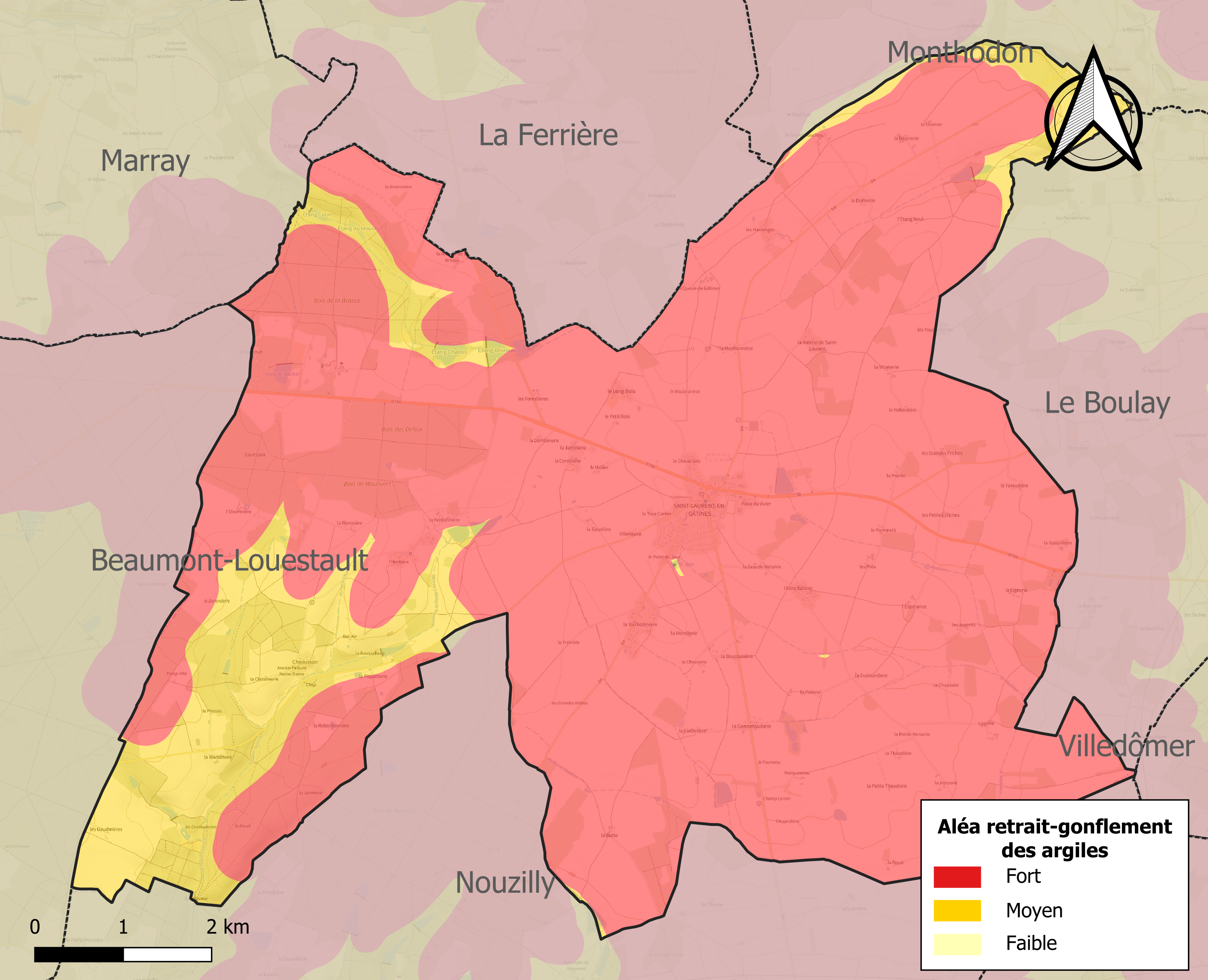
Carte des zones d'aléa retrait-gonflement des sols argileux de Saint-Laurent-en-Gâtines.

Le retrait-gonflement des sols argileux est susceptible d'engendrer des dommages importants aux bâtiments en cas d’alternance de périodes de sécheresse et de pluie. La totalité de la commune est en aléa moyen ou fort (90,2 % au niveau départemental et 48,5 % au niveau national). Sur les 402 bâtiments dénombrés sur la commune en 2019, 402 sont en aléa moyen ou fort, soit 100 %, à comparer aux 91 % au niveau départemental et 54 % au niveau national. Une cartographie de l'exposition du territoire national au retrait gonflement des sols argileux est disponible sur le site du BRGM,.
Concernant les mouvements de terrains, la commune a été reconnue en état de catastrophe naturelle au titre des dommages causés par la sécheresse en 1996 et 2011 et par des mouvements de terrain en 1999.

## Histoire

### Sanctus Laurentius de Guastina
Saint-Laurent-en-Gâtines, Sanctus Laurentius de Guastina ou Wastina, selon les chartes de Marmoutier du XIe siècle, se situe dans la Gâtine Tourangelle.
À l'origine le pays de Gâtine se confond avec la forêt du même nom, qui couvre un vaste territoire correspondant au plateau occupant les confins de la Touraine septentrionale et du Bas Vendômois. Pays de landes et de terres incultes, la foresta Wastina en 1032 ou en 1040, est citée dans les cartulaires de l'abbaye de Marmoutier.
Pour les auteurs anciens, ce toponyme s'applique aux forêts « gâtées » c'est-à-dire dévastées par des déboisements et des pacages abrasifs, des incendies répétés, où les landes exploitées et les terres agricoles dégradées par lessivage remplacent largement la forêt primitive.
On trouve peu de traces de cette forêt de Gâtine, chantée par Ronsard, dans la toponymie. Seule la commune  de Saint- Laurent, qui était située au cœur de la forêt médiévale, a conservé le nom de Gâtine. Elle se présente presque comme une capitale de la Gâtine Tourangelle dont elle fut le lieu le plus important.
Il existe cependant deux bois de Gâtines, l'un près des vestiges de l'abbaye de Gâtines entre Villedômer et Saint-Laurent, et l'autre entre les Hermites et Montrouveau, ainsi qu’un hameau nommé Gâtine, entre les Essarts et Villedieu-le-Château (Loir-et-Cher). L'abbaye Notre-Dame de Gâtines était située sur la commune de Villedômer.
Cette partie nord de la Touraine, exploitée par quelques bûcherons, fut sans doute peu habitée.
« En raison même de cette grande forêt de Gâtine, jusqu'au XIe siècle, la circulation était peu active et on ne trouve trace de la construction de villages qu'à partir de l'époque du défrichement. Aucune route ne traversait complètement la contrée du nord au sud ou de l'est à l'ouest. La voie romaine, qui réunissait Chartres à Tours, n'entrait pas en Gâtine. Les seules routes que nous retrouvons au cours du XVIIIe, avant 1766, contournent la Gâtine et lui forment presque ses limites. Une voie assez fréquentée unissait Montoire et Chartres à Tours, par Château-Renault et Authon. Une autre venait de Blois et allait à la Chartre-sur-le-Loir et au Mans par Château-Renault, Saint-Laurent-en-Gâtines, Louestault, Bueil et Villebourg. »

### Une seigneurie de fondation royale
L'histoire du Pays de Gâtine compte surtout à partir de l'époque de son défrichement, au XIe siècle, par Renaud 1er, Comte de Vendôme.
Les châtellenies et les monastères de Château-Renault, Lavardin, Montoire, Vendôme, La Chartre-sur-le-Loir, Marmoutier, avaient, dès les premiers temps, mis en servage toute cette contrée.
Des chartes, conservées aux Archives d'Indre-et-Loire, datant des années 1007 à 1020, nous apprennent qu'à cette époque, Saint-Laurent appartenait incontestablement à Marmoutier, qui y avait établi un prieuré. Ce n'était pas un simple prieuré, mais plutôt une véritable seigneurie possédant tous les droits inhérents à la justice.
« Ce ne sont point quelques pauvres moines envoyés par l'abbaye mère pour défricher ces biens incultes qui ont pu fonder un pareil établissement. Il a là, sans doute pour origine, une de ces donations royales comme les Carolingiens en firent tant d’autres, pour racheter les spoliations dont Charles Martel s'était rendu coupable envers le clergé. » Cela semble confirmé par une sentence du Parlement de Paris de 1494.
Ce prieuré était administré par des Augustins et étendait sa domination assez loin à la ronde. Il est cité dans une série de titres sous le nom de la Grand'Maison et sa juridiction s'étendait jusqu'au Boulay, Nouzilly, Monnaie. Les prieurés du Sentier, Monthodon et les Hermites, étaient aussi sous sa dépendance.
Sous la direction des moines, les habitants, dispersés de côté et d'autre, se rassemblèrent et formèrent un village prospère. La contiguïté de Saint-Laurent avec le domaine de Château-Renault, fut, du XIe au XIVe siècle, une source de démêlés continuels entre Marmoutier et ces seigneurs, au sujet de l'exercice de la justice et aussi des redevances auxquelles étaient tenus les habitants de Saint-Laurent.

### Des voisins envahissants
Renault, seigneur de Château-Renault s'était emparé du droit de voirie et de justice dans toute l'étendue de la seigneurie, profitant sans doute de la désorganisation de l'abbaye fondée par saint Martin, mais tombée sous les coups des Normands et rétablie vers les années 1005. Ebrard, abbé de Marmoutier, se rendit près de Renault et obtint un désistement complet de ses prétentions, vers 1015 à 1020. Mais les successeurs de Renault, tel Guicher, en 1062, continuèrent d'inquiéter les abbés et les habitants de Saint-Laurent.
Ces derniers pouvaient être contraints à couper et à charroyer gratuitement les foins du seigneur de Château-Renault, à faire le guet dans la forteresse et à contribuer à la réparation de celle-ci. Par lettres patentes de 1339 et 1432, ils furent déchargés de ces droits.
Le même seigneur avait sur eux un autre droit, celui de chausse-fer, qui consistait en une redevance imposée sur toutes les denrées qu'ils portaient au marché. Cette taxe fut supprimée en 1666 à condition que le châtelain de Saint-Laurent (alors l'abbé de Marmoutier) verse tous les ans, la somme de 3 livres au seigneur de Château-Renault.
« Pendant toute cette période, les populations rurales étaient sans cesse en butte aux exactions des seigneurs féodaux. Les abbés de Marmoutier apparaissent comme les protecteurs de ces populations. Les terreurs religieuses et les enseignements de l'église étaient, en effet, les seuls freins que reconnaissaient ces rudes seigneurs. »

### Un fief de Marmoutier
En 1319, le titre de prieuré de l'abbaye de Marmoutier était supprimé et réuni à la portion de l'abbé (ainsi que le prieuré de Neuville), cela du consentement du chapitre général de Marmoutier. La décision était ratifiée par lettres du pape Jean XXII, données à Avignon le XI des calendes de novembre, l'an IV de son pontificat. « Saint-Laurent, qui sortait de la masse générale des biens de l'abbaye pour devenir en quelque sorte la  propriété particulière de l'abbé, échangeait enfin ses protecteurs contre un véritable seigneur. »
La vie de Saint-Laurent continuait comme celle de toutes les seigneuries : débats avec les seigneurs de Château-Renault, puis à partir du XIVe siècle, luttes intestines entre le seigneur abbé et les habitants, discussions et procès interminables, à propos des droits d'usage dans la forêt.
Jusqu'au début du XIVe siècle tout allait plus ou moins bien, entre les habitants de Saint-Laurent et leur seigneur, l'abbé : ils avaient bien trop besoin de sa protection pour se dresser contre lui. Mais le déclin de la féodalité, dû au développement du pouvoir royal, amena plus d'ordre et de sécurité dans la société et le seigneur, autrefois protecteur, apparaissait alors comme un ennemi.
En 1548, pour mettre fin aux difficultés, l'abbé céda à ses adversaires, en toute propriété, 300 arpents de bois, qui leur furent sans doute retirés par la suite, sous prétexte de malversations. En 1642, une assez grande quantité de bois fut vendue pour réparer les bâtiments de Marmoutier.

« Les abbés devenus commendataires, affermèrent leur terre de Saint-Laurent où ils avaient juridiction haute, moyenne et basse, et où un baillif, nommé et institué par eux, rendait la justice, ne se réservant que la jouissance de leur châtel du dit lieu, pour y aller résider quand bon leur semblait avec les gens de leur suite, ainsi que le précise le bail du 29 janvier 1639. Ce châtel n'est autre que l'édifice appelé la Grand’Maison. »

La Grand’Maison et l'église étaient proches, mais l'église n'appartenait pas aux religieux, elle était indépendante et les rapports entre eux et les habitants ne semblaient pas excellents.
Plus tard, l’abbaye de Marmoutier fut rattachée à l’archevêché de Tours et l’archevêque de Tours en était l’abbé. Quelques-uns furent célèbres, comme le Cardinal de Richelieu, alors membre du Conseil du roi, à  partir de 1629. Le fief de Saint Laurent appartiendra à l’évêché jusqu’à la vente des biens nationaux, en 1791. Il semble qu'en 1673, l'église n'était pas très bien tenue. À la suite d’un procès-verbal de visite de la dite église, l'archevêque de Tours envoie une ordonnance au curé de St-Laurent. Cette ordonnance en treize points, demande que les hosties soient renouvelées plus souvent, le tabernacle rénové, le maître autel mis dans un état plus propre et plus décent, les calices et une chaise raccommodés, que le presbytère soit réparé… 

« 5° que l'autel de saint Blaise demeurera interdit et qu'on en ôtera incessamment les deux statues indécentes qui sont dessus.
7° qu'on évitera avec soin les cabarets pendant les offices divins les dimanches et jours de fête et qu'on ne travaillera point ces jours-là sans permission du curé sous quelque prétexte que ce soit.
9° que le cimetière sera fermé du côté du chemin et qu'on aura soin d'ôter d'autour des murs de l'église les terres qui y occasionnent de l'humidité surtout du côté du château (la Grand’Maison).
11° qu'il n'y aura que les sages femmes approuvées de M. le Curé qui se mêleront de donner le baptême en cas de besoin. »

Qui habita vraiment la Grand'Maison ? sans doute des moines, puisque le jardin était cultivé. Mais les différents abbés de Marmoutier à qui appartenait ce bien vinrent-ils y résider « comme bon leur semblait » ? Peut-être vinrent-ils chasser dans les forêts ?
En 1822, Saint-Laurent-en-Gâtines a annexé la commune de Chenusson.

## Politique et administration

### Tendances politiques et résultats
| Scrutin             | Scrutin             | 1er tour | 1er tour | 1er tour | 1er tour | 1er tour | 1er tour | 1er tour | 1er tour  | 1er tour | 1er tour | 1er tour | 1er tour | 2d tour | 2d tour | 2d tour | 2d tour | 2d tour | 2d tour |
| Scrutin             | Scrutin             | 1er      | 1er      | %        | 2e       | 2e       | %        | 3e       | 3e        | %        | 4e       | 4e       | %        | 1er     | 1er     | %       | 2e      | 2e      | %       |
| ------------------- | ------------------- | -------- | -------- | -------- | -------- | -------- | -------- | -------- | --------- | -------- | -------- | -------- | -------- | ------- | ------- | ------- | ------- | ------- | ------- |
| Présidentielle 2017 | Présidentielle 2017 |          | FN       | 23,18    |          | EM       | 19,54    |          | LR        | 18,77    |          | LFI      | 18,01    |         | EM      | 61,88   |         | FN      | 38,13   |
| Présidentielle 2022 | Présidentielle 2022 |          | RN       | 26,56    |          | LREM     | 31,12    |          | LFI       | 16,80    |          | EELV     | 4,56     |         | LREM    | 58,01   |         | RN      | 41,99   |
| Législatives 2022   | 2e                  |          | RE-Ens   | 32,18    |          | RN       | 23,03    |          | LFI-Nupes | 19,56    |          | LR       | 12,30    |         | RE      | 57,53   |         | LFI     | 42,47   |
| Législatives 2024   | 2e                  |          | RN       | 37,73    |          | RE-Ens   | 33,18    |          | LFI-NFP   | 18,64    |          | LR       | 7,05     |         | RE      | 54,65   |         | RN      | 45,35   |

## Population et société

### Démographie
L'évolution du nombre d'habitants est connue à travers les recensements de la population effectués dans la commune depuis 1793. Pour les communes de moins de 10 000 habitants, une enquête de recensement portant sur toute la population est réalisée tous les cinq ans, les populations de référence des années intermédiaires étant quant à elles estimées par interpolation ou extrapolation. Pour la commune, le premier recensement exhaustif entrant dans le cadre du nouveau dispositif a été réalisé en 2006.

En 2022, la commune comptait 873 habitants, en évolution de −8,2 % par rapport à 2016 (Indre-et-Loire : +1,67 %, France hors Mayotte : +2,11 %).
| 1793 | 1800 | 1806 | 1821 | 1831 | 1836 | 1841 | 1846 | 1851 |
| ---- | ---- | ---- | ---- | ---- | ---- | ---- | ---- | ---- |
| 486  | 541  | 585  | 626  | 868  | 818  | 897  | 889  | 862  |

| 1856 | 1861 | 1866 | 1872 | 1876 | 1881 | 1886 | 1891 | 1896 |
| ---- | ---- | ---- | ---- | ---- | ---- | ---- | ---- | ---- |
| 902  | 857  | 829  | 824  | 801  | 821  | 847  | 857  | 841  |

| 1901 | 1906 | 1911 | 1921 | 1926 | 1931 | 1936 | 1946 | 1954 |
| ---- | ---- | ---- | ---- | ---- | ---- | ---- | ---- | ---- |
| 799  | 793  | 763  | 726  | 714  | 657  | 646  | 631  | 596  |

| 1962 | 1968 | 1975 | 1982 | 1990 | 1999 | 2006 | 2011 | 2016 |
| ---- | ---- | ---- | ---- | ---- | ---- | ---- | ---- | ---- |
| 598  | 533  | 471  | 546  | 690  | 728  | 886  | 949  | 951  |

| 2021 | 2022 | - | - | - | - | - | - | - |
| ---- | ---- | - | - | - | - | - | - | - |
| 896  | 873  | - | - | - | - | - | - | - |

### Enseignement
Saint-Laurent-en-Gâtines se situe dans l'Académie d'Orléans-Tours (Zone B) et dans la circonscription d'Amboise.
L'école primaire accueille les élèves de la commune.

## Patrimoine et culture

### Lieux et monuments
- La Grand'Maison[21]

C'est une construction, sans doute du XVe siècle, haute d'environ 25 mètres, entièrement en briques entremêlées de cordons de pierres, percée de nombreuses fenêtres et flanquée de deux tourelles qui renfermaient les escaliers desservant les étages. La pierre faisait défaut sur ce plateau, autrefois privé de routes praticables et l'industrie locale fournissait des briques, ce qui semble expliquer cette construction (des briqueteries ont fonctionné jusqu’en 1930 à Saint-Laurent-en-Gâtines). Ce logis seigneurial était autrefois entouré de douves.
Des renseignements précis nous sont donnés dans une sentence au Parlement de Paris, du 14 mars 1494, portant défense aux habitants de Saint-Laurent de faire la procession autour de l'église paroissiale en passant par les jardins des religieux.
Dans cette sentence, les religieux disaient « qu’ilz étoient de foncdacion royale,… qu'ilz avoient plusieurs belles terres, seigneuries et domaines, et même étoient seigneurs de la terre et seigneurie de Sainc Laurens en Gastines …où ilz ont maison fort et deffensable close à murs liez avecques les murs de l'église parrochial dudict Sainct Laurens et close à douves anciennes, l'une d'icelles abutant au cymetière du dict Sainct Laurens ; et la cave de la maison du dict Sainct Laurens appartient ausdits religieux, assise soulz partie de la dicte église ; ung jardin clos…les maisons anciennes où anciennement les abbez et prieurs faisoient leurs résidences liées avecques les murailles de ladicte église… une escoince au lieu où anciennement lesdictz abbez ou prieurs demouroient et avoient leur maison… ». Si l'on compare ce texte au cadastre de Napoléon de 1835, on se rend compte que les lieux n’avaient pas dû beaucoup changer en 350 ans.
Ce bâtiment, à l'origine percé de nombreuses fenêtres maintenant obturées, comprenait un rez-de-chaussée, trois étages et deux greniers. Il était flanqué de deux tourelles renfermant des escaliers de pierre qui desservaient les étages « avec chambres à feu et lieux d’aisance ». Les maisons restaurées et les granges derrière le bâtiment en étaient les dépendances (écuries, granges).
La Grand’Maison fut vendue à la Révolution comme bien national (février 1791). Achetée par un particulier, elle servit sans doute d’habitation pendant un certain temps.

En 1829, une chambre du 1er étage fut louée pour servir de mairie (on ignore jusqu’à quelle date). De 1835 à 1843, une grande chambre du rez-de-chaussée fut louée pour servir d’école et de logement à l’instituteur.
Vers 1850, l’église de Saint-Laurent située, avec le cimetière, sur la place du 8-Mai actuelle, tombait en ruines. Il semblait plus économique de transformer la Grand’Maison inoccupée en église, que d’en construire une nouvelle. Le curé de l’époque, ayant quêté dans tout le département, acheta la Grand’Maison avec ses dépendances.
En 1862, l’architecte Guérin commença les travaux de transformation. On abattit les planchers, on divisa l’intérieur en trois nefs voûtées de briques. On ouvrit des fenêtres en ogive (qui ne sont donc pas d’origine comme on pourrait le penser). La tourelle est fut abattue pour y construire l’abside achevée en 1874.
En 1876 le curé fit « don » (contre la somme de 8 000 francs !) de la Grand’Maison à la commune qui l’accepta et qui acheva les travaux. La tourelle ouest de l’escalier fut alors transformée en clocher en 1875. Après avoir supprimé le toit, on surmonta la tour initiale d’une tour octogonale plus étroite, dans le même style et percée de trois fenêtres à vitraux. Un clocher en bois, également octogonal, recouvert d’ardoises couronna le tout.
Depuis cette date, la Grand’Maison, résidence seigneuriale devenue église, n’a pas changé. Dans l’escalier de pierre en colimaçon de la tour (clocher) on peut voir de très anciens graffitis (1621). Des portes s’ouvrent sur le vaste espace laissé vide au-dessus des voûtes de l’église, d’un volume équivalent à celle-ci.
L’intérieur contient une Vierge à l’Enfant du XIVe siècle classée par les Beaux-arts.
C’est un monument unique en Touraine, inscrit à l’inventaire des monuments historiques qui aurait peut-être disparu sans sa transformation en église.
- Au sein de l'ancienne commune et paroisse de Chenusson, absorbée par Saint-Laurent-en-Gâtines en 1822, se trouve la chapelle Saint-Roch, ancienne église paroissiale. La paroisse d'Ancien Régime comprenait aussi un prieuré dédié à Notre-Dame, aujourd'hui disparu, mais figurant encore sur la carte IGN comme toponyme.

### Personnalités liées à la commune
- Gustave Moussu, (1864-1945) né et mort à Saint-Laurent-en-Gâtines, vétérinaire et médecin français, professeur de pathologie à l’École vétérinaire d’Alfort pendant 50 ans. En 1939, il se retire dans la maison familiale située au N° 4 de l'avenue[32] qui porte aujourd'hui son nom.